# Maternal Instincts
Maternal Instincts è un film del 1996 diretto da George Kaczender.

## Trama
Senza il consenso della paziente la dottoressa Eva Warden esegue un'isterectomia su Tracy Horton, una donna ossessionata dall'idea di diventare madre.